# 호부
호부(戶部)는 전근대 중국의 6부 중 하나로 호구, 공납, 부사, 조세 및 국가 재정과 관련된 부분을 담당하던 부서이다. 부서 장관은 호부상서이다.
고려시대 한반도에서도 호부가 존재하였으며, 조선시대에는 호조로 개칭되었다.

## 중국
- 시박사 : 해상 무역을 관장하며 관세를 거두던 관청.

## 고려
관문과 나루를 통과할 때는 일종의 통과세로 상세(商稅)가 징수되었다.
- 경시서(京市署) : 고려 문종 때부터 수도인 개경의 시전을 관할하기 위하여 설치한 관청[2]
- 상서탁지 : 국가의 재정의 탁용지비(度用支費)[3]를 관장[4]하는 관청[5]
- 각무 : 고려와 거란·여진족 등 북방민족 사이의 교역을 위해 설치된 무역장의 관할 관청[6]

## 같이 보기
- 안사의 난